# Al-Mughajr (As-Suwajda)
Al-Mughajr (arab. المغير) – wieś w Syrii, w muhafazie As-Suwajda. W 2004 roku liczyła 615 mieszkańców.